# Ruggero Maregatti
Ruggero Maregatti (né le 14 juillet 1905 à Milan et mort le 20 octobre 1963) est un athlète italien spécialiste du sprint. Affilié à l'AS Ambrosiana, il mesurait 1,86 m pour 78 kg.

## Biographie

### Palmarès
| Date | Compétition           | Lieu        | Résultat | Épreuve   | Performance |
| ---- | --------------------- | ----------- | -------- | --------- | ----------- |
| 1932 | Jeux olympiques d'été | Los Angeles | 3e       | 4 × 100 m | 41 s 2      |

### Records
| Épreuve    | Performance | Lieu | Date |
| ---------- | ----------- | ---- | ---- |
| 100 mètres | 10 s 6      |      | 1930 |